# 파울리뉴 (1988년 6월)
파울루 루이스 베랄두 산투스(포르투갈어: Paulo Luiz Beraldo Santos
, 1988년 6월 14일 ~ )는 주로 파울리뉴(Paulinho)로 불리는 브라질의 축구 선수이다. 포지션은 공격수이며 현재 나우치쿠 카피바리비에서 활약하고 있다.

## 선수 경력
CR 플라멩구, 산투스 FC 등 브라질 명문 구단에서 활약하던 파울리뉴는 K리그1의 경남 FC로 이적했다. 하지만 별다른 활약을 보이지 못한 채 브라질의 나우치쿠 카피바리비로 다시 이적했다.

## 수상

### 클럽
AA 플라멩구
- 캄페오나투 파울리스타 세리이 A3: 2008

플라멩구
- 코파 두 브라지우: 2013
- 캄페오나투 카리오카: 2014

산투스
- 캄페오나투 파울리스타: 2016

비토리아
- 캄페오나투 바이아누: 2017

### 개인
- 코파 파울리스타 득점왕: 2011

## 외브 링크
- Flamengo official profile (포르투갈어)
- Paulinho 프로필 - 사커웨이